# Fairy Fore
Fairy Fore é uma banda de indie rock do Japão. Algumas canções da banda fizeram parte da trilha sonora de alguns animes, como o single "Jet" que foi utilizado na segunda abertura original de Bakuten Shoot Beyblade 2002 (Beyblade V-Force no ocidente).

## História
Fairy Fore começou como a banda Fir~reforle em 1994. Foi formada por Takashi nos vocais, Yasu no baixo e Yoko na bateria. Fir~reforle se apresentou principalmente no cenário indie em Tóquio e lançou cinco fitas demo, mas ainda não haviam conseguido sua grande oportunidade. No entanto, em 1999, finalmente começou a ficar conhecida quando Akihide juntou-se à banda, e eles conseguiram algumas músicas na coletânea "Cross*D Lovers". Em 2000, eles mudaram o nome da banda para Fairy Fore e lançaram o álbum "LOOP". Em 2001 Fairy Fore lançou seu primeiro single, "Love Sick". Este single foi lançado pela Avex Trax, e em 2002 lançaram seu primeiro álbum completo, "Heaven's Market".
Em 1 de setembro, depois de duas turnês nacionais, Akihide decidiu deixar a banda. Eles recrutaram dois guitarristas de apoio, Fujiwara Eiji e Shuu. Junto com eles, lançaram outro single em novembro, “Youphilous”. A segunda edição do sigle foi seguida à véspera de Natal.
Eiji se tornou o novo guitarrista em 2004, e eles fizeram muitas turnês. Um dos resultados dessa viagem foi o primeiro DVD, chamado “Spice Shower”, que continha imagens ao vivo do show da banda em Shibuya O-crest. Em julho eles lançaram seu último single chamado “Sentimental case”, mas no final de julho, Eiji deixou a banda. Os três membros restantes fizeram shows pouco frequêntes e em maio lançaram seu terceiro álbum: "Kono hana ga karerumade".
Depois de uma carreira de 11 anos, a banda se desfez. Eles fizeram uma pequena última turnê em novembro e dezembro, que foi chamada de "Thank you for your million smile" e foi desfeita após o concerto final em 11 de dezembro. Atualente o primeiro guitarrista, Akihide, está em uma banda chamada 'Never Land'. Yasu, que estava em uma banda chamada 'Beauty Maniacs', agora se juntou à banda 'Acalli', e Yoko está numa banda chamada 'Orpheus'

## Discografia

### Álbuns
- Loop (18 de outubro de 2000)
- Heavens Market (26 de junho de 2002)
- Kono Hana ga Karerumade (4 de maio de 2005)

### Singles
- "Love Sick" (22 de agosto de 2001) 2ª abertura de Shin Megami Tensei: Devil Children
- "Vivid" (7 de novembro de 2001) encerramento de Final Fantasy: Unlimited
- "Body Double" (6 de março de 2002)
- "Jet" (ジェット) (5 de junho de 2002) 2ª abertura de Bakuten Shoot Beyblade 2002
- "Darling" (15 de fevereiro de 2003)
- "Youphilous" (24 de dezembro de 2003)

### DVD
Spice Shower (12 de junho de 2004)